# Прилесье (Белгородская область)
Прилесье — посёлок в Краснояружском районе Белгородской области России. Входит в состав Репяховского сельского поселения.

## География
Находится в западной части Белгородской области, в лесостепной зоне, в пределах юго-западных склонов Среднерусской возвышенности, вблизи государственной границы с Украиной.

### Климат
Климат характеризуется как умеренно континентальный, с относительно мягкой зимой и продолжительным засушливым летом. Среднегодовая температура воздуха — 6,4 °C. Средняя температура воздуха самого холодного месяца (января) — −6,8 °C (абсолютный минимум — −35 °C); самого тёплого месяца (июля) — 19,4 °C (абсолютный максимум — 38 °С). Годовое количество атмосферных осадков — 550 мм, из которых 391 мм выпадает в период с апреля по октябрь. Снежный покров держится в течение 102 дней.

## История
В 1968 г. указом президиума ВС РСФСР посёлок Ленинского отделения сахарного комбината «Угроедский» переименован в Прилесье.

## Население
| 2002 | 2010 |
| ---- | ---- |
| 157  | ↘128 |

## Инфраструктура
Личное подсобное хозяйство.
Основа экономики — сельское хозяйство.
Действует ФАП.

## Транспорт
Посёлок доступен автотранспортом. Остановка общественного транспорта.